# Lispocephala verna
Lispocephala verna är en tvåvingeart som först beskrevs av Fabricius 1794.  Lispocephala verna ingår i släktet Lispocephala, och familjen husflugor. Arten är reproducerande i Sverige.